# Distretto di Janjanbureh
Il distretto di Janjanbureh è un distretto del Gambia nella Divisione del Central River con  3.954 abitanti (dato 2012).

## Società

### Evoluzione demografica
In base ai dati del censimento 1993 la popolazione del distretto era così suddivisa dal punto di vista etnico:
| Etnia       | Abitanti | %     |
| ----------- | -------- | ----- |
| Mandingo    | 1.219    | 49,69 |
| Fulani      | 632      | 25,76 |
| Wolof       | 114      | 4,65  |
| Jola        | 135      | 5,50  |
| Serahule    | 43       | 1,75  |
| Altre etnie | 310      | 12,64 |